# Eunotidae

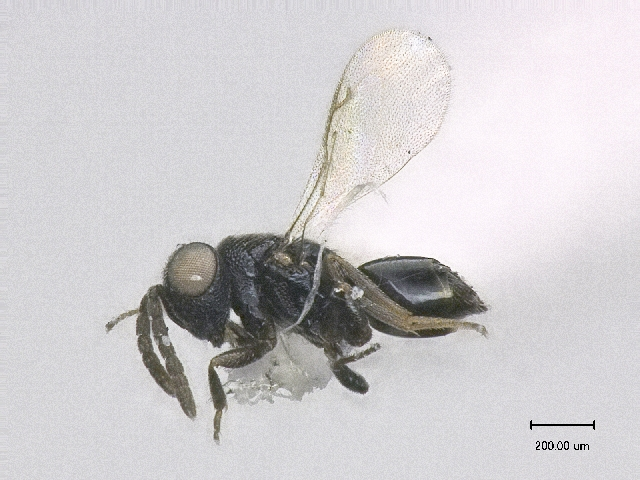
Eunotus parvulus, in Deutschland eingesammelt

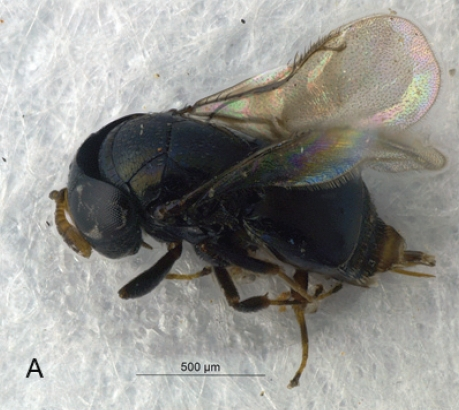
Mesopeltita truncatipennis

Die Eunotidae bilden eine Hautflüglerfamilie innerhalb der Überfamilie der Erzwespen (Chalcidoidea).
Das Taxon geht auf den US-amerikanischen Entomologen William Harris Ashmead zurück, der im Jahr 1904 die Unterfamilie Eunotinae einführte. Die Typusgattung ist Eunotus Walker, 1834. Burks et al. führten 2022 aufgrund molekularbiologischer und morphologischer Studien eine Aufspaltung und Umgliederung der Pteromalidae durch. Im Rahmen dieser Revision wurde die Unterfamilie in den Rang einer Familie erhoben.

## Merkmale
Burks et al. (2022) beschreiben die Familie Eunotidae anhand folgender morphologischer Eigenschaften: Die Fühler besitzen maximal 11 Geißelglieder. Die Augen sind ventral divergierend. Der Clypeus weist eine quer gerichtete subapikale Furche. Das Labrum ist entweder hervorstehend und sklerotisiert (bei den meisten Arten) oder es wird vom Clypeus verdeckt (Epicopterus), ist annähernd rechteckig und mit Randborsten in einer Reihe angeordnet. Die Mandibeln weisen meist 2, in wenigen Fällen 3 Zähne auf. Die subforaminale Brücke ist mit Postgena und getrennt von der unteren Tentoriumsbrücke. Das Pronotum ist quer gerichtet. Das Mesoscutellum ist mit Frenum, seitlich angedeutet, mit einer axillularen Längsfurche (Sulcus). Der mesopleurale Bereich ist ohne erweitertem Acropleuron. Das Mesepimeron reicht nicht über den Vorderrand des Metapleurons. Es gibt nur eine mesofurkale Grube. Alle Beine weisen 5 Tarsenglieder auf. Der protibiale Sporn ist kräftig und gebogen. Der basitarsale Kamm ist längs gerichtet. Das Metasoma ist mit Syntergum und daher ohne Epipygium (Subgenitalplatte).

## Lebensweise
Die Eunotidae sind parasitisch lebende Hautflügler. Zu den Wirten der Gattung Eunotus gehören Schildläuse der Familie Eriococcidae in den Gattungen Acanthococcus und Greenisca sowie der Familie Coccidae in den Gattungen Eriopeltis, Eulecanium, Parthenolecanium, Pulvinaria und Scythia. Zu den Wirten der Gattung Scutellista gehören Schildläuse der Familie Coccidae in den Gattungen Saissetia und Scythia sowie der Familie Lecanodiaspididae in der Gattung Lecanodiaspis.

## Innere Systematik
Nach Burks et al. (2022) zählen zu den Eunotidae folgende Gattungen:
- Butiokeras† Burks & Heraty, 2020
- Cavitas Xiao & Huang, 2001
- Cephaleta Motschulsky, 1860
- Epicopterus Westwood, 1833
- Eunotus Walker, 1834
- Mesopeltita Ghesquière, 1946 – 1 Art (Mesopeltita truncatipennis)
- Scutellista Motschulsky, 1859